# Karanasa leechi
Karanasa leechi là một loài bướm ngày thuộc họ Nymphalidae. Nó được tìm thấy ở châu Á, bao gồm Darvaz, the Pamirs và Hindu Kush.
The habitat consists of xerophytic slopes with thin vegetation at 3,500 to 4,700 mét above sea level.
Con trưởng thành bay từ tháng 7 đến tháng 8.

## Phụ loài
- Karanasa leechi leechi (Pamirs)
- Karanasa leechi intermedius Grum-Grshimailo, 1890 (Zaalaisky Mountains)
- Karanasa leechi erubescens Avinoff & Sweadner, 1951 (Peter I Mountains)
- Karanasa leechi alitchura Avinoff & Sweadner, 1951 (miền nam Pamirs)
- Karanasa leechi centralis Avinoff & Sweadner, 1951 (miền đông Pamirs)
- Karanasa leechi gregorii Avinoff & Sweadner, 1951 (tây nam Chinese Turkestan)
- Karanasa leechi mihmana Avinoff & Sweadner, 1951 (tây nam Pamirs)
- Karanasa leechi hunza Avinoff & Sweadner, 1951 (tây bắc India (Hunza))